# Il monastero di Sendomir
Il monastero di Sendomir è un film svedese del 1920, diretto da Victor Sjöström, basato su un racconto di Franz Grillparzer.

## Trama
Due nobili cavalieri in viaggio verso Varsavia vengono accolti nel monastero di Sendomir per trascorrervi la notte. Essi chiedono ad un vecchio monaco notizie sulla storia del monastero. Il monaco, seppur riluttante, racconta.
Tempo prima la località, inclusi vasti dominii del circondario, erano proprietà del conte Starschensky, che conduceva un’esistenza felice nel proprio maniero, con la moglie Elga e la loro figlioletta.
Un giorno l’amministratore del conte gli riferisce di aver notato un figuro che pareva essersi introdotto nottetempo nel castello attraverso una porta, la cui chiave risulta in effetti essere mancante. La vigilanza viene rafforzata, e quella notte stessa si scopre la presenza dell’intruso, che è l’amante di Elga, e che riesce tuttavia a fuggire senza essere visto.
Il conte è turbato, ma la moglie afferma che l’intruso non è altro che il fidanzato della cameriera Dortka. In seguito il conte trova, in un doppiofondo dello scrigno delle gioie della moglie, un ritratto di Oginsky, un cugino di Elga che in passato aveva avuto trascorsi amorosi con lei.
I sospetti del conte, di conseguenza, aumentano, e sarà difficile fargli credere ad una storia falsa la notte successiva, quando Oginsky viene catturato dal conte e confessa di essere l’amante di Elga, nonché padre della di lei figlia.
Mentre Oginsky riesce di nuovo a fuggire, Starschensky sottopone la moglie ad una macabra prova: le chiede di uccidere la propria figlia, che, secondo il conte, sarebbe durevole simbolo vivente del proprio disonore. Elga, sorprendentemente, ha già levato il coltello sulla bambina, quando il conte la ferma. La piccola viene affidata anonimamente ad una famiglia delle vicinanze, ed il conte dà fuoco al proprio castello, nel quale si trova Elga.
I due viaggiatori chiedono al vecchio monaco che fine abbia fatto il conte Starschensky. Egli risponde che il conte ha fondato il monastero, e si è ritirato in esso.
Arriva il priore di Sendomir, e chiama il vecchio monaco: “fratello Starschensky, vieni, è l’ora della tua penitenza serale”.